# Дыбец, Степан Семёнович
Степа́н Семёнович Дыбец (10 [22] февраля 1887, Новый Буг — 25 ноября 1937, Москва) — советский государственный деятель.

## Биография
Степан Дыбец родился в украинской крестьянской семье в селе Новый Буг Одесского уезда Херсонской губернии (ныне город Новый Буг Николаевской области Украины). Получив только низшее образование, с 1903 года был рабочим депо Екатеринославской железной дороги.
С юных лет Дыбец участвовал в революционном движении; после поражения революции 1905—1907 годов был вынужден бежать за границу и с 1907 года жил в США, где работал на различных заводах в качестве слесаря-инструментальщика и активно участвовал профсоюзном движении.
После Февральской революции Дыбец возвратился в Россию, в 1917—1918 годах как слесарь работал на Ижорском заводе в Петрограде и был председателм завкома. В 1919 году, работая слесарем на Русско-американском кооперативном механическом заводе в Бердянске, он избирался в Бердянский ревком и уездный исполком; в годы Гражданской войны был комиссаром бригады 58-й дивизии Красной Армии.
С 1920 года Дыбец находился на хозяйственной работе в ВСНХ, был членом коллегии Главметалла, заместителем председателя правления треста «Югосталь», заместителем председателя правления государственных машиностроительных заводов, председателем правления Атбасарского треста цветных металлов «Атбасцветмет» в Казакская АССР, председателем правления Металлотреста Центрального района.

### Горьковский автозавод
В апреле 1929 года Дыбец был назначен начальником строительства Нижегородского автомобильного завода (управления «Автострой»). В 1932 году художественный руководитель Театра Революции Алексей Попов заказл Николаю Погодину пьесу о «командирах пятилетки», и молодой драматург отправился на «Автострой». Наблюдая за работой Дыбеца на протяжении многих дней, Погодин подружился с ним, и пьеса, первоначально названная драматургом «Командиры пятилетки», вошла в историю советского театра под названием «Мой друг».
За «исключительные заслуги в деле организации проектирования, строительства и монтажа автозавода, произведённых в рекордно короткий срок — 20 месяцев» Дыбец в 1934 году был награждён орденом Ленина, став одним из первых кавалеров этого ордена:. Он стал и первым директором построенного завода, но ненадолго: уже в 1932 году успешного руководителя назначили первым заместителем начальника Главного управления тракторно-автомобильной промышленности Наркомата тяжелой промышленности СССР. В 1934 году Дыбец стал начальником этого управления.

### Арест и гибель
Как и многие советские руководящие работники, Степан Дыбец жил в Доме на Набережной (улица Серафимовича, 2). 4 октября 1937 года он был арестован и 25 ноября по обвинению во вредительстве и участии в антисоветской террористической организации приговорён Военной коллегией Верховного суда СССР к расстрелу. В тот же день, 25 ноября 1937 года, Дыбец был расстрелян и
захоронен в одной из братских могил на Донском кладбище в Москве.
10 марта 1956 года Военная коллегия Верховного суда СССР полностью реабилитировала Дыбеца.